# Хайиракан (Улуг-Хемський кожуун)
Хайиракан (рос. Хайыракан) — сільське поселення (сумон), входить до складу Улуг-Хемського кожууна Республіки Тува Російської Федерації. Адміністративний центр — село Хайиракан. Відстань до міста Шагонар 15 км, до Кизила— 92 км, до Москви — 3866 км.

## Населення
Населення Хайиракану станом на 1 січня 2016 року
| Рік    | 2011 | 2012 | 2013 | 2014 | 2015 |
| ------ | ---- | ---- | ---- | ---- | ---- |
| Насел. | 1863 | 1819 | 1793 | 1765 | 1766 |